# Репная, Галина Евгеньевна
Галина Евгеньевна Репная (род. 7 декабря 1946, Кропоткин, Краснодарский край) — советская и российская драматическая актриса. Народная артистка Российской Федерации (2019).

## Биография
Родилась 7 декабря 1946 года в городе Кропоткин Краснодарского края. Начинала выступать в народном театре Кисловодска. С 1967 года — в труппе Пензенского драматического театра имени А. В. Луначарского. В 1985 году на театральном фестивале, посвященном 40-летию Победы в Великой Отечественной войне, была отмечена премией за роль Веры в пьесе «Светлый май» А. Зорина. На фестивале 1990 года во Владимире удостоена приза за роль матери в спектакле «Зверь». В ноябре 2011 года награждена памятным знаком «За заслуги в развитии города Пензы». 20 мая 2014 года получила премию «Актриса России» за роль Арины Петровны в спектакле «Господа Головлевы».
Член Правления Пензенского отделения Союза театральных деятелей России.

## Творчество
Характерная актриса широкого диапазона; ей в равной мере удаются как драматические, так и комедийные роли классического и современного репертуара.

### Роли в театре
- «Власть тьмы» Л. Толстого — Анютка
- «Дом сумасшедших» Э. Скарпетты — Кармела
- «Хочу быть честным» (по повести В. Войновича) — Катя
- «Звонок в пустую квартиру» Д. Угрюмова — Бондаренко
- «Как закалялась сталь» (по роману Н. Островского) — Лиза Сухарько
- «Апрель начинается в марте» (В. Осипов) — Шура Щербо
- «Пеппи Длинныйчулок» (по повести А. Линдгрен) — Пеппи
- «Летели семь гусей» (А. Левинский, В. Эйранов) — Мася
- «Лгунья» (М. Мэйо, М. Эннекен) — Зоэ
- «А зори здесь тихие…» (по повести Б. Васильева) — Лиза Бричкина
- «Василиса Прекрасная» (Е. Черняк) — Баба-Яга
- «Глупая для других, умная для себя» Лопе де Вега — Лаура
- «Божьи одуванчики» (А. Иванов) — Петрова Мальвина Михайловна, пенсионерка
- «Персидская сирень» Н. Коляды — Она
- «Женитьба» Н. Гоголя — Фёкла Ивановна, сваха
- «Шум за сценой» М. Фрейна — Дотти

В спектаклях текущего репертуара:
- «Господа Головлёвы» М. Е. Салтыкова-Щедрина — Арина Петровна Головлёва
- «Жизнь прекрасна!» (по рассказу А. Чехова) — Старуха
- «На всякого мудреца довольно простоты» А. Островского — Глафира Климовна Глумова
- «Оскар и Розовая Дама» (по роману Э.-Э. Шмитта) — моноспектакль
- «Поздняя любовь» А. Островского — Фелицата Антоновна Шаблова
- «Пока она умирала…, или Мужчина к празднику» Н. Птушкиной — Софья Ивановна
- «Поминальная молитва» Г. Горина — Голда.

роли в антрепризе
- «Жениха вызывали, девочки?» (реж. П. Орлов) — младшая сестра[2]

В феврале 2011 моноспектаклем Г. Е. Репной «Оскар и Розовая дама» была открыта малая сцена театра; этот же спектакль играла и на сцене ТЮЗа.

### Радиотеатр
- «В ранге солдата» (режиссёр И. Никифоров) - роль не указана, 2023 год.

Снималась в рекламных роликах.

## Награды и признание
- премия театрального фестиваля, посвящённого 40-летию Победы в Великой Отечественной войне (1985) — за роль Веры в пьесе «Светлый май» А. Зорина
- приз фестиваля (Владимир, 1990) — за роль матери в спектакле «Зверь»
- Народная артистка Российской Федерации (28 марта 2019 года) — за большие заслуги в области театрального, кинематографического и циркового искусства [1].
- Заслуженная артистка Российской Федерации (28 сентября 1993 года) — за заслуги в области театрального искусства[5]
- премия губернатора Пензенской области (2010) — за исполнительское мастерство в спектакле «Персидская сирень»
- памятный знак «За заслуги в развитии города Пензы»[6]
- приз зрительских симпатий (2011 — в номинации «Лучшая актриса»[7]; 2012 — за роль Арины Петровны в «Господах Головлёвых»[8])
- Благодарственное письмо Губернатора Пензенской области
- Почётные грамоты Главного Федерального инспектора по Пензенской области, Законодательного Собрания Пензенской области, Главы администрации города Пензы
- занесена в галерею Почёта и Славы Пензенской области.